# 口腔炎
口腔炎（stomatitis）是一種疾病，指口腔黏膜或舌黏膜发生的炎症。
該病的成因可以分為與口部有關及與全身有關，前者包括口部衛生欠佳 （页面存档备份，存于）、裝得不妥當的假牙、或是由灼熱食物造成的燙傷；後者則包括藥物反應、過敏或感染。
涉及齒齦發炎的口腔炎稱為齒齦口腔炎。

## 外部連結
- Health A-Z
- DrHull （页面存档备份，存于）